# Tricoma
Los tricomas (del griego τρίχωμα (trichōma), que significa cabello) son finos crecimientos o apéndices de plantas, algas, líquenes y algunos protistas. Son de diversa estructura y función. Algunos ejemplos son pelos, pelos glandulares, escamas y papilas. Según su forma se clasifican en: pelos, escamas y vesículas. Los pelos pueden ser uni o pluricelulares, glandulares o no, simples o ramificados, ramificados, vesiculosos, etcétera. Las escamas son tricomas laminares, generalmente multicelulares, más o menos redondeados, peltados, paralelos a la superficie del órgano. Las vesículas son células epidérmicas que contienen agua.
Pueden hallarse vivos o muertos a su madurez y tienen caracteres constantes en distintas especies como para llegar a tener valor en la identificación de plantas. Pueden ser uni o pluricelulares. A veces son poco pronunciados, y se parecen más bien a abultamientos de células epidérmicas (células papilosas). Este hecho es frecuente en los pétalos, en muchas hojas carnosas. Los tricomas son de dos tipos: glandulares (es decir, los que elaboran sustancias) y los no glandulares, que sólo secretan su propia pared.

## Tricomas no glandulares

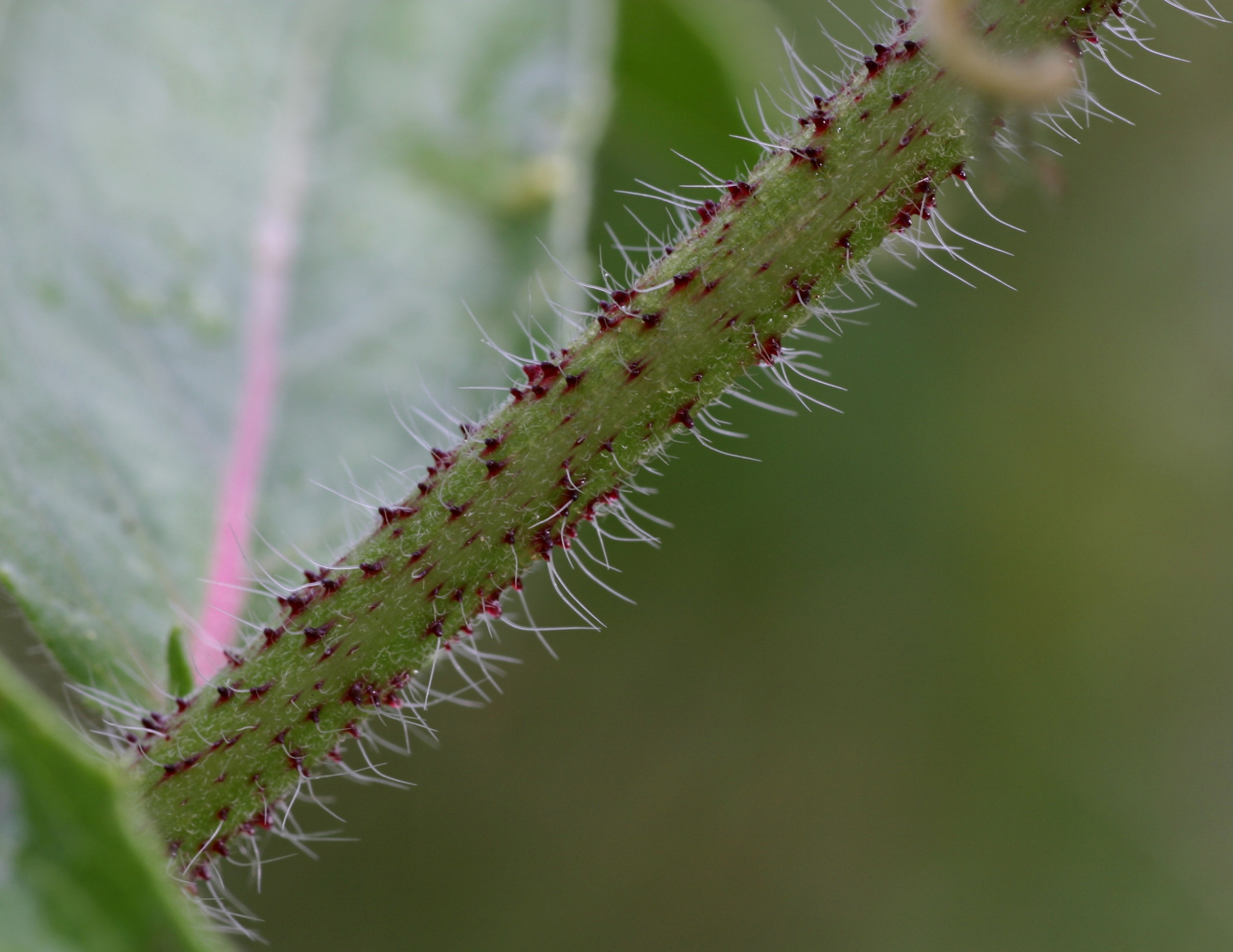
Tricomas no glandulares simples en Oenothera erythrosepala

Los tricomas no glandulares pueden tener varias funciones:
- Protección contra agresiones mecánicas, por ejemplo las rozaduras en las hojas no se dan en la epidermis, sino en los tricomas.
- Protección contra la luz. Los tricomas producen sombra sobre la epidermis. Esto ocurre por ejemplo en las hojas de olivo.
- Mantenimiento de un microclima adecuado ya que conservan la humedad en la superficie de la epidermis.

Los tricomas no glandulares también se pueden subdividir en varios tipos:
- Simple unicelular: es una única célula epifolética que se extiende desde la base, con una prolongación con forma de pelo. Está revestido por cutícula, presenta núcleo, una gran vacuola y el resto de orgánulos. Mientras dura el crecimiento del tricoma, el núcleo se dispone en la parte apical, ya que es por ahí por donde se produce el desarrollo pareletal. Un ejemplo de este tipo de tricoma son los pelos absorbentes de las raíces.
- Simple pluricelular: conjunto de células colocadas una encima de otra. La célula más baja queda inserta en la epiretina.

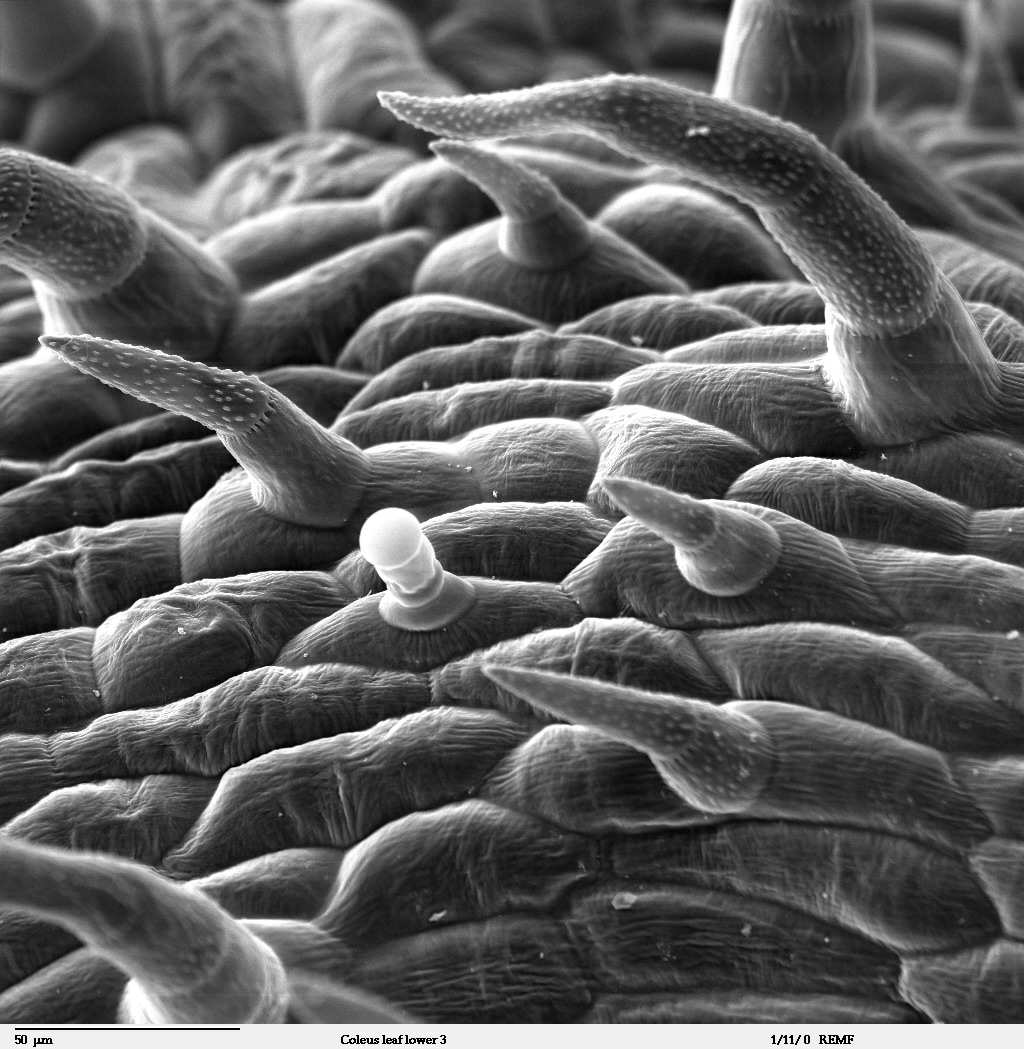
Tricomas en la hoja de Coleus

- Estrellado: tiene distintas ramificaciones que parten todas del mismo punto. Puede ser unicelular (se ramifica desde la base de la epidermis) o pluricelular (se insertan varias células en la base de la epidermis).

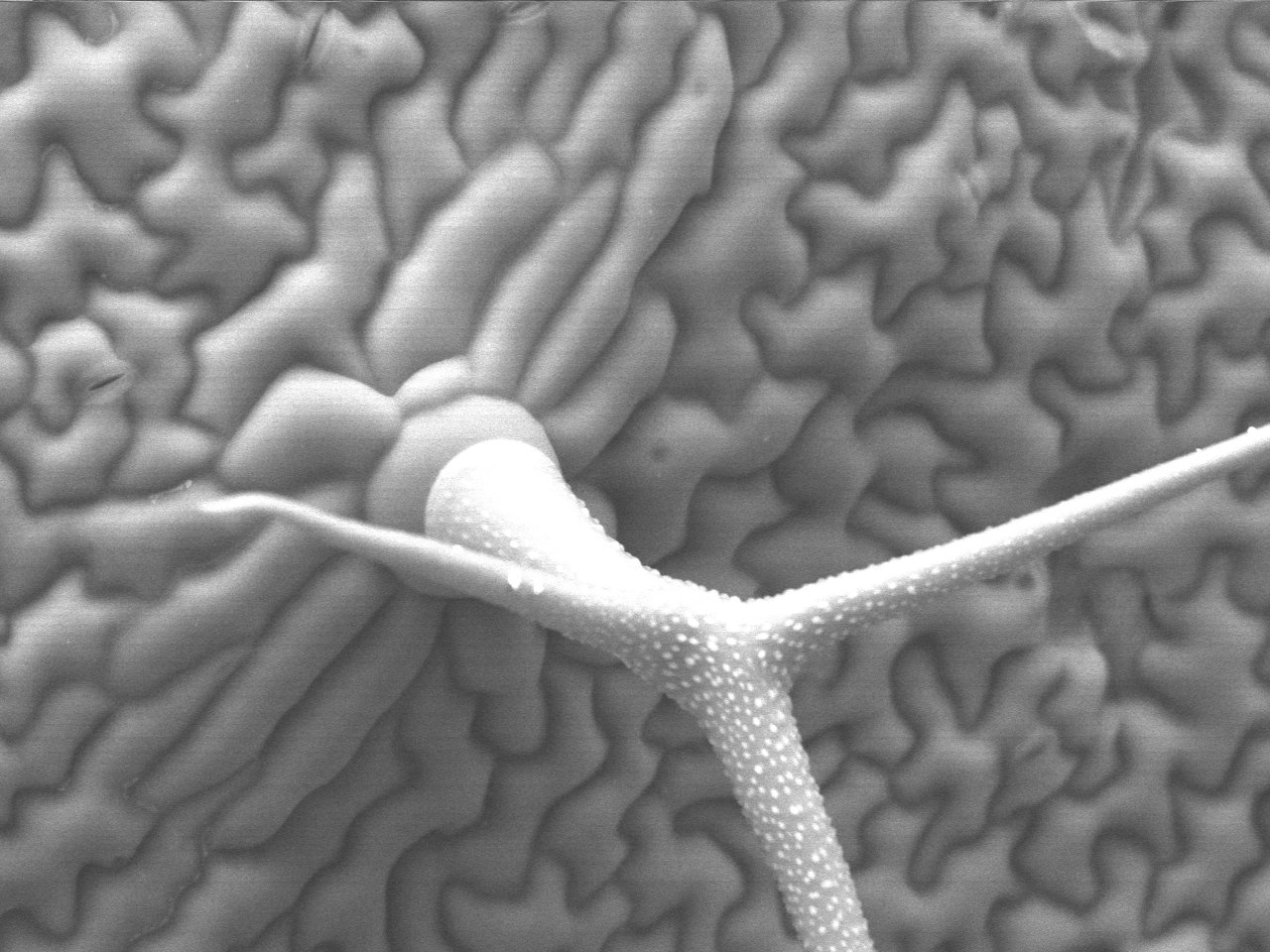
Tricoma estrellado en Arabidopsis thaliana

- Vasculiforme: es un tipo especial de tricoma estrellado. Son pluricelulares. Una célula se inserta entre las epidérmicas y se eleva. De ella irradian un conjunto de células en todo el perímetro. Estos tricomas, son abundantes en las hojas de olivo.
- Ramificados: pueden ser unicelulares o pluricelulares. Se diferencias de los estrellados en que en este caso las ramificaciones salen a distintos niveles (se encuentran en distintas alturas).
- Ramificados en candelabro: son un tipo especial de tricomas ramificados. Siempre son pluricelulares. Hay muchos puntos de los que irradian brazos al mismo nivel (aunque también hay prolongaciones independientes).
- Lanosos: son pluricelulares. Forman una columna más o menos gruesa de células que se eleva. Son muy abundantes y tapizan toda la superficie. Son los responsables de las superficies aterciopeladas.

## Tricomas glandulares
Los tricomas glandulares son aquellos que presentan células secretoras. La cutícula es delgada, reviste a todas las células y se puede separar de la pared ya que presenta por debajo una alta concentración en pectina, haciendo que sea la trama de la pared más débil.